# القلية (الخبت)

تعديل مصدري - تعديل

القلية هي إحدى قرى عزلة الظاهر بمديرية الخبت التابعة لمحافظة المحويت، بلغ تعداد سكانها 46 نسمة حسب تعداد اليمن لعام 2004.